# Короткий провулок (Київ, Вітряні гори)
Коро́ткий прову́лок — зниклий провулок, що існував у Подільському районі міста Києва, місцевість Вітряні гори. Пролягав від Галицької вулиці до вулиці Собінова.

## Історія
Провулок виник у першій половині XX століття під назвою 277-а Нова вулиця. Назву Короткий провулок набув 1944 року. Ліквідований 1961 року у зв'язку із зміною забудови і переплануванням місцевості.